# All the Pretty Little Horses
All the Pretty Little Horses est une berceuse américaine traditionnelle.
Par analogie, elle peut être comparée au « Fais dodo, Colas mon p'tit frère » français.

## Paroles

### Dorothy Scarborough, 1925
Hush-a-by, Don't you cry,
Go to sleep, little baby.
And when you wake, You shall have,
And all the pretty little horses
Dapples and Greys, Pintos, and Bays
All the pretty little horses
So hush-a-by, Don't you cry,
Go to sleep, little baby.

### Vers supplémentaires (inclus dans certaines versions)
Way down yonder
In de medder
There's a po' lil lambie,
De bees an' de butterflies
Peckin' out its eyes,
De po' lil lambie cried, "Mammy!"

### Version populaire
Hush-a-by, Don't you cry
Go to sleep, you little baby
When you wake you shall have
All the pretty little horses
Dapples and grays, pintos and bays
All the pretty little horses
Hush-a-by, Don't you cry
Go to sleep, you little baby
When you wake you shall have
All the pretty little horses

## Interprètes
- Odetta sur l'album At the Gate of Horn (en) (1957)
- Peter, Paul and Mary, sur l'album In the Wind (1963)
- Marie Laforêt, sur l'album 2 de l'intégrale parue en 2020, adaptation française intitulée Coule doux (1966),
- Joan Baez, sur l'album Baptism: A Journey Through Our Time (1968)
- Judy Collins sur l'album Baby’s Bedtime (ru) (1990)
- Current 93 sur l'album All the Pretty Little Horses (album) (en) (1996)
- Holly Cole sur l'album Dark Dear Heart (en) (1997)
- Kristin Hersh sur l'album Murder, Misery and Then Goodnight (en) (1998)
- Coil sur l'album Black Antlers (en) (2004)
- Laura Veirs sur l'album Tumble Bee (en) (2011)